# Утендорф (Берн)
Утендорф (нім. Uetendorf) — громада  в Швейцарії в кантоні Берн, адміністративний округ Тун.

## Географія
Громада розташована на відстані близько 22 км на південний схід від Берна.
Утендорф має площу 10,2 км², з яких на 20,8% дозволяється будівництво (житлове та будівництво доріг), 71% використовуються в сільськогосподарських цілях, 7,9% зайнято лісами, 0,3% не є продуктивними (річки, льодовики або гори).

## Демографія
2019 року в громаді мешкало 5843 особи (-2,3% порівняно з 2010 роком), іноземців було 7,3%. Густота населення становила 575 осіб/км².
За віковим діапазоном населення розподілялося таким чином: 18,3% — особи молодші 20 років, 56,2% — особи у віці 20—64 років, 25,5% — особи у віці 65 років та старші. Було 2635 помешкань (у середньому 2,2 особи в помешканні).
Із загальної кількості 3404 працюючих 120 було зайнятих в первинному секторі, 1408 — в обробній промисловості, 1876 — в галузі послуг.